# Cecilia Gyllenhammar
Anne Cecilia Gyllenhammar, under en period von Krusenstierna, född 10 augusti 1961 i Göteborg, är en svensk författare.

## Biografi
Cecilia Gyllenhammar är dotter till Christina, född Engellau, och Pehr G. Gyllenhammar.
En kort tid under hennes barndom bodde familjen i Stockholm, men från 9 års ålder fram till studenten bodde de i Göteborg. Hon gick humanistisk linje, och därefter flyttade hon till USA, där hon gick på college. Hon har läst litteraturvetenskap vid Göteborgs universitet och frilansat som journalist på olika tidningar i Göteborgsområdet.

### Författarskap
Gyllenhammar skrev mycket under sin barndom, bland annat dikter.
År 2004 romandebuterade hon med En spricka i kristallen där hon i nyckelromanform skildrar sin uppväxt, något som väckte starka reaktioner i hennes släkt. Fundament Film producerade en TV-serie i två avsnitt som byggde på romanen. TV-serien sändes av SVT 2007.
I sin andra roman Stäpplöperskan (2012) skildras huvudpersonen Suss som lever i ett äktenskap som håller på att spricka. I första delen av boken beskrivs hur hon försöker bryta sig ur familjens destruktiva mönster och erövra rätten att leva ut sin sexualitet, där hon senare lämnar man och barn för en euforisk semester. Handlingen företer många likheter med hennes eget äktenskap med Fredrik von Krusenstjerna mellan 1995 och 2008, men enligt G-P:s recensent behöver boken inte läsas som en nyckelroman.
I hennes tredje romanen, Sängkammartjuven från 2017, fortsätter berättelsen om rollfiguren Suss från de två tidigare böckerna. Enligt Gyllenhammar baseras boken på en verklig relation med en bedragare som bland annat bestal henne på smycken.

### Familj
Cecilia Gyllenhammar var från 1995 till 2008 gift med filmregissören Fredrik von Krusenstjerna. Hon är äldst av fyra syskon, däribland Charlotte Gyllenhammar. Hon är dotterdotter till Gunnar Engellau.